# 내사기
왕이 하사한 반사본의 경우 반사와 관련된 사항을 앞면지에 붓으로 적은 것이 나타나는데 이를 내사기라 한다. 내사기는 개인에게 하사한 것과 관청에 반사한 것으로 나눌 수 있다.
개인에게 하사한 책에는 책을 반사한 연월, 피반사자의 직함과 성명, 서명 및 건수, 명제사은의 순으로 적혀 있는 것이 보통이다. 관청일 경우는 피반사자의 직함과 성명 대신 관청명이 들어가고 명제사은은 생략한다. 개인이건 관청이건 간에 끝에는 왕의 명령을 받들어 반사한 승지 또는 규장각의 각신이 직함과 성을 기록한 다음 서명을 하였다. 이 서명을 수결이라 한다.
반사본에는 첫 장에 선사지기 또는 규장지보, 동문지보, 흠문지보의 보인이 날인되어 있다. 이러한 보인을 반사인 또는 내사인이라 하는데, 권수의 제명 위에 겹치게 날인된다.